# Anaplecta villiersi
Anaplecta villiersi är en kackerlacksart som beskrevs av Lucien Chopard 1945. Anaplecta villiersi ingår i släktet Anaplecta och familjen småkackerlackor.
Artens utbredningsområde är Kamerun. Inga underarter finns listade i Catalogue of Life.